# Nakamura Ganjirō II
Nakamura Ganjirō II (二代目 中村鴈治郎, Nidaime Nakamura Ganjirō, 17 de fevereiro de 1902 – 13 de abril de 1983) foi um ator japonês de kabuki e cinema. Ele apareceu em mais de 70 filmes entre 1941 e 1980, dirigidos por cineastas notáveis como Yasujirō Ozu, Kenji Mizoguchi, Akira Kurosawa e Mikio Naruse.

## Filmografia

### Filmes[2][3]
| Ano  | Título                                               | Papel                              | Notas                       |
| ---- | ---------------------------------------------------- | ---------------------------------- | --------------------------- |
| 1941 | Geidô ichidai otoko                                  |                                    |                             |
| 1957 | Osaka Monogatari                                     | Nihei                              |                             |
| 1957 | Koto no tsume                                        |                                    |                             |
| 1957 | Donzoko                                              | Rokubei (marido de Osugi)          |                             |
| 1957 | Onna goroshi abura jigoku                            | Pai                                |                             |
| 1957 | Ukifune                                              | Imperador                          |                             |
| 1958 | Tsukihime keizu                                      |                                    |                             |
| 1958 | Edokko matsuri                                       | Hikozaemon Ôkubo                   |                             |
| 1958 | Furisode matoi                                       |                                    |                             |
| 1958 | The Loyal 47 Ronin                                   | Gorobei Kakimi                     |                             |
| 1958 | Ôsaka no onna                                        | Hanmaru Suzunoya                   |                             |
| 1958 | Enjō                                                 | Tayama Dosen                       |                             |
| 1958 | Iwashigumo                                           | Wasuke                             |                             |
| 1958 | Mito Kômon man'yûki                                  | Tokugawa "Mito Kōmon" Mitsukuni    |                             |
| 1958 | Noren                                                |                                    |                             |
| 1958 | Musume no boken                                      |                                    |                             |
| 1959 | Kagerô-gasa                                          | Tan'an Ogisu                       |                             |
| 1959 | Kagi                                                 | Kenji Kenmochi                     |                             |
| 1959 | Denwa wa yugata ni naru                              |                                    |                             |
| 1959 | Nippon Tanjō                                         | Imperador Keiko                    |                             |
| 1959 | Ukigusa                                              | Komajuro (líder da trupe)          |                             |
| 1959 | Hatsuharu tanuki goten                               | Tanuemon                           |                             |
| 1960 | Jokyo                                                | Gosuke                             |                             |
| 1960 | Onna ga kaidan o agaru toki                          | Goda                               |                             |
| 1960 | Ōeyama Shuten Dōji                                   |                                    |                             |
| 1960 | Kaidan Kasane-ga-fuchi                               |                                    |                             |
| 1960 | Shirakoya Komako                                     | Shôzaburô                          |                             |
| 1960 | Tadanao kyo gyojoki                                  |                                    |                             |
| 1960 | Sen-hime goten                                       | Tokugawa Ieyasu                    |                             |
| 1960 | Futari no musashi                                    | Shekishusai Yagyu                  |                             |
| 1961 | Ginzakko monogatari                                  | Seikichi Takarai                   |                             |
| 1961 | Koshoku ichidai otoko                                |                                    |                             |
| 1961 | Tokyo onigiri musume                                 | Tsurukichi                         |                             |
| 1961 | Iro no michi oshiemasu: Yume san'ya                  |                                    |                             |
| 1961 | Kohayagawa-ke no aki                                 | Kohayagawa Manbei                  |                             |
| 1961 | Buda                                                 | Ashoka                             |                             |
| 1961 | Zoku akumyô                                          | Chefe de Matsushima                |                             |
| 1961 | Wakai yatsura no kaidan                              | Shôkichi                           |                             |
| 1962 | Gan no tera                                          | Nangaku Kishimoto                  |                             |
| 1962 | The Outcast                                          | Monge                              |                             |
| 1962 | Ogin-sama                                            | Sen no Rikyū                       |                             |
| 1962 | Kaidan yonaki-doro                                   |                                    |                             |
| 1962 | Edo e hyaku-nana-jû ri                               | Sukezaemon Tsukagoshi              |                             |
| 1962 | Tateshi Danpei                                       | Danpei Ichikawa                    |                             |
| 1962 | Shin no shikôtei                                     | Hsu Fu                             |                             |
| 1962 | Nakayoshi ondo: Nippon ichi dayo                     |                                    |                             |
| 1963 | Yukinojō henge                                       | Sansai Dobe                        |                             |
| 1963 | Onsen geisha                                         | Kesazô                             |                             |
| 1963 | Nyokei kazoku                                        | Uichi                              |                             |
| 1963 | Gurentai junjyôha                                    | Ganemon                            |                             |
| 1963 | Echizen take-ningyô                                  | Barqueiro                          |                             |
| 1963 | Warera sarariman                                     |                                    |                             |
| 1964 | Shinobi no mono: Kirigakure Saizo                    | Ieyasu Tokugawa                    |                             |
| 1964 | Kwaidan                                              | Editor                             | (segmento "Chawan no naka") |
| 1964 | Onsen jôi                                            | Tahei                              |                             |
| 1964 | Gendai inchiki monogatari: Dotanuki                  |                                    |                             |
| 1965 | Onna mekura monogatari                               |                                    |                             |
| 1966 | Erogotoshitachi yori jinruigaku nyūmon               | Executivo idoso da Hakucho Company |                             |
| 1966 | Umi no Koto                                          | Samezaemon                         |                             |
| 1974 | Akumyo: shima arashi                                 | Motojime                           |                             |
| 1975 | Aru eiga-kantoku no shōgai Mizoguchi Kenji no kiroku | Ele mesmo                          | Documentário                |
| 1980 | Tokugawa ichizoku no houkai                          |                                    |                             |

### Séries de televisão
| Ano  | Título               | Papel   | Notas          | Ref.  |
| ---- | -------------------- | ------- | -------------- | ----- |
| 1979 | Hissatsu Shigotonina | Shikazo | Série hissatsu | [ 4 ] |

## Honras
Honras recebidas:
- 1967 – Tesouro Nacional Vivo
- 1968 – Medalha de Fita Roxa
- 1974 – Ordem do Tesouro Sagrado, 3ª classe, Raios de Ouro com Fita no Pescoço
- 1980 – Prêmio de Mérito Cultural
- 1983 – Ordem do Tesouro Sagrado, 2ª classe, Estrela de Ouro e Prata (póstumo)
- 1983 – Quarto posto sênior (póstumo)